# クリス・ルーシン
- クリス・ラシン

クリストファー・パトリック・ルーシン（Christopher Patrick Rusin, 1986年10月22日 - ）は、アメリカ合衆国ミシガン州ウェイン郡デトロイト出身のプロ野球選手（投手）。左投左打。現在は、フリーエージェント（FA）。愛称はラス（Russ）。
メディアによっては「ラシン」と表記されることもある。

## 経歴

### プロ入り前
2008年のMLBドラフト23巡目（全体694位）でオークランド・アスレチックスから指名されたが、契約には至らなかった。

### プロ入りとカブス時代
2009年のMLBドラフト4巡目（全体140位）でシカゴ・カブスから指名され、6月29日に契約。この年は傘下のルーキー級アリゾナリーグ・カブスで2試合に登板後、A-級ボイシ・ホークスへ昇格。8試合に先発登板して0勝4敗、防御率3.48、27奪三振を記録した。
2010年はまずA+級デイトナ・カブスでプレーし、20試合（先発17試合）に登板して4勝3敗、防御率3.36、84奪三振を記録した。8月にAA級テネシー・スモーキーズへ昇格。4試合に先発登板して2勝1敗、防御率1.89、15奪三振を記録した。
2011年はまずAA級テネシーでプレーし、15試合に先発登板して3勝2敗、防御率3.91、49奪三振を記録した。7月にAAA級アイオワ・カブスへ昇格。11試合（先発9試合）に登板して5勝2敗、防御率4.02、49奪三振を記録した。
2012年はAAA級アイオワで開幕を迎え、24試合に先発登板。8勝8敗、防御率4.59を記録した。8月21日にカブスとメジャー契約を結んでアクティブ・ロースター入りし、同日のミルウォーキー・ブルワーズ戦で先発起用されメジャーデビュー。5回を1安打1失点に抑えたものの、打線の援護がなく、メジャー初黒星を喫した。8月25日にAAA級アイオワへ降格。9月4日に再昇格し、14日のピッツバーグ・パイレーツ戦では、5回を4安打2失点に抑え、メジャー初勝利を挙げた。この年メジャーで7試合に先発登板して2勝3敗、防御率6.37、21奪三振を記録した。
2013年3月4日にカブスと1年契約に合意。3月22日にAAA級アイオワへ配属され、開幕を迎えた。6月にはAAA級アイオワで6試合に登板し、3勝3敗、防御率2.86の成績で、カブス傘下の選手による月間MVPを受賞した。7月2日にメジャーへ昇格し、同日のアスレチックス戦に登板したが、3.1回を6安打（2本塁打）3失点の乱調で、翌3日にAAA級アイオワへ降格した。7月22日に再昇格。その後は先発ローテーションに定着した。この年は13試合に先発登板して2勝6敗、防御率3.93、36奪三振を記録した。
2014年3月3日にカブスと1年契約に合意。3月30日にAAA級アイオワへ配属され、開幕を迎えた。4月12日にメジャーへ昇格し、同日のセントルイス・カージナルス戦で9点ビハインドの4回裏から敗戦処理としてロングリリーフを任され、翌13日にAAA級アイオワへ降格した。5月7日のニューオーリンズ・ゼファーズ戦ではノーヒッターを記録した。7月5日に再昇格し、同日のワシントン・ナショナルズ戦で4点ビハインドの3回無死から登板したが、3.2回を9安打5失点と結果を残せず、9日にAAA級アイオワへ降格した。7月30日に再昇格した。2試合に登板したが、計4回で4安打4失点と結果を残せず、8月10日にAAA級アイオワへ降格した。この年メジャーでは4試合に登板して防御率7.11だった。

### ロッキーズ時代
2014年9月27日にウェイバー公示を経てコロラド・ロッキーズへ移籍した。
2016年8月7日にクアーズ・フィールドで行われたマイアミ・マーリンズ戦では7回表にイチローと対戦し、 MLB通算3000本安打となる三塁打を打たれた。
2019年6月7日にDFAとなり、12日にマイナー契約で傘下のAAA級アルバカーキ・アイソトープスへ配属された。レギュラーシーズン終了後の10月3日にFAとなった。

### ブレーブス時代
2020年1月18日にアトランタ・ブレーブスとマイナー契約を結び、スプリングトレーニングに招待選手として参加することになった。8月1日にメジャー契約を結んでアクティブ・ロースター入りした。8月4日にDFAとなり、6日にマイナー契約となった。9月5日に自由契約となった。

## 詳細情報

### 年度別投手成績
| 年 度    | 球 団    | 登 板 | 先 発 | 完 投 | 完 封 | 無 四 球 | 勝 利 | 敗 戦 | セ 丨 ブ | ホ 丨 ル ド | 勝 率 | 打 者 | 投 球 回 | 被 安 打 | 被 本 塁 打 | 与 四 球 | 敬 遠 | 与 死 球 | 奪 三 振 | 暴 投 | ボ 丨 ク | 失 点 | 自 責 点 | 防 御 率 | W H I P |
| -------- | -------- | ----- | ----- | ----- | ----- | -------- | ----- | ----- | -------- | ----------- | ----- | ----- | -------- | -------- | ----------- | -------- | ----- | -------- | -------- | ----- | -------- | ----- | -------- | -------- | ------- |
| 2012     | CHC      | 7     | 7     | 0     | 0     | 0        | 2     | 3     | 0        | 0           | .400  | 135   | 29.2     | 38       | 4           | 11       | 0     | 3        | 21       | 0     | 0        | 22    | 21       | 6.37     | 1.65    |
| 2013     | CHC      | 13    | 13    | 0     | 0     | 0        | 2     | 6     | 0        | 0           | .250  | 282   | 66.1     | 66       | 8           | 24       | 3     | 3        | 36       | 1     | 0        | 30    | 29       | 3.93     | 1.36    |
| 2014     | CHC      | 4     | 0     | 0     | 0     | 0        | 0     | 0     | 0        | 0           | ----  | 58    | 12.2     | 16       | 1           | 5        | 1     | 0        | 8        | 1     | 0        | 10    | 10       | 7.11     | 1.66    |
| 2015     | COL      | 24    | 22    | 2     | 1     | 0        | 6     | 10    | 0        | 0           | .375  | 594   | 131.2    | 170      | 19          | 41       | 5     | 3        | 86       | 2     | 2        | 88    | 78       | 5.33     | 1.60    |
| 2016     | COL      | 29    | 7     | 0     | 0     | 0        | 3     | 5     | 0        | 4           | .375  | 350   | 84.1     | 82       | 5           | 23       | 2     | 3        | 69       | 4     | 0        | 36    | 35       | 3.74     | 1.25    |
| 2017     | COL      | 60    | 0     | 0     | 0     | 0        | 5     | 1     | 2        | 12          | .833  | 340   | 85.0     | 75       | 9           | 19       | 1     | 3        | 71       | 4     | 0        | 31    | 25       | 2.65     | 1.11    |
| 2018     | COL      | 49    | 0     | 0     | 0     | 0        | 2     | 3     | 0        | 7           | .400  | 241   | 54.2     | 56       | 7           | 26       | 1     | 2        | 47       | 4     | 2        | 42    | 37       | 6.09     | 1.50    |
| 2019     | COL      | 2     | 0     | 0     | 0     | 0        | 0     | 0     | 0        | 0           | ----  | 9     | 1.0      | 5        | 1           | 1        | 0     | 0        | 0        | 0     | 0        | 4     | 4        | 36.00    | 6.00    |
| 2020     | ATL      | 1     | 0     | 0     | 0     | 0        | 0     | 0     | 0        | 0           | ----  | 17    | 3.1      | 6        | 1           | 3        | 0     | 0        | 3        | 0     | 0        | 3     | 3        | 8.10     | 2.70    |
| MLB：9年 | MLB：9年 | 189   | 49    | 2     | 1     | 0        | 20    | 28    | 2        | 23          | .417  | 2026  | 468.2    | 514      | 55          | 153      | 13    | 17       | 341      | 16    | 4        | 266   | 242      | 4.65     | 1.42    |

- 2020年度シーズン終了時

### 背番号
- 18（2012年 - 2014年）
- 52（2015年 - 2020年）